# Kadesh
Kadesh är en fornlämning i Syrien.   Den ligger i provinsen Homs, i den västra delen av landet, 120 kilometer norr om huvudstaden Damaskus. Kadesh ligger 513 meter över havet.

## Historia
Kadesh verkar ha blivit bosatt under kopparåldern och staden omnämns i skrifter från Ebla och Mari. Bland annat som huvudkvarter för kung Ishi-Addu som använde staden som bas för att krossa ett pågående uppror söder om Kadesh.
På 1500-talet f.kr började hettiter-riket få visst inflytande över området och Kadesh kom sedan att bli målet för många krigståg från Egypten. Mellan 1504 och 1492 f.kr drabbades riket flera gånger av farao Thutmosis I:s kampanjer mot Mittaniriket som var en vasallstat till Hettiterna och Egyptens främsta konkurrent gällande kontroll över Kanaan. Kadesh och deras allierade Aram stred då på Mittaniernas sida. Under Hatshepsuts tid som farao i Egypten upplevde Kadesh en period av fred då hon istället inriktade sig på att utveckla Egyptens handel och inflytande söderut. 
Under Thutmosis III:s tid som farao kom Kadesh än en gång att drabbas av krig. Konflikten började med att Kungen av Kadesh började uppvigla stammar och riken i Kanaan mot den Egyptiska övermakten. Detta gjordes sannolikt med viss backning av Mittanierna. Kadesh lyckades få med Megiddo vilket var den andra mäktiga staden i Kanaan i en koalition mot Egypten men den kombinerade armén besegrades i slaget vid Meggido. Efter slaget utsattes Kadesh för flera invasioner och plundringståg av Thutmosis III. även om staden Kadesh aldrig intogs tvingades den till slut underkasta sig Egypterna. 
Under farao Akhenaten (1353-1336 f.kr) lyckades Kadesh tillsammans med flera andra Kananitiska stadsstater befria sig från Egyptiernas välde och tre kungar namnges från perioden: Suttarna (cirka 1350 f.kr), Etakkama (cirka 1340 f.kr) och hans son Ari-Teshub (cirka 1330–1325 f.kr). Dessa förde korrespondens med Akhenaten vilket bevarats i de så kallade "Amarnabreven". Egypterna skulle göra misslyckade försök att återerövra staden under både Tutankhamun och Horemheb.

### Hettitiska eran
1306 f.kr erövrades Kadesh slutligen av Egypterna under Farao Seti I. Seti besegrade en Hettitisk armé  som sänts för att skydda staden och Kadesh kapitulerade därefter. Seti tågade in i staden tillsammans med sin son Ramesses II och upprättade där en segerstele. Den egyptiska erövringen var dock kortlivad. Så snart Seti I återvände till Egypten marscherade kung Mursilis II av Hettitiska riket söderut och återtog staden. Kadesh blev nu ett Hettitiskt fäste i Kanaan och inlemmades helt i det Hettitiska riket. Staden kom att styras av en visir stationerad i Karkemisch. 
Kadesh var nu åter en törn i Egypternas kontroll över Kanaan och fann sig än en gång i fronten mellan två stormakters maktkamp om området. 1274 f.kr samlade farao Ramesses II en mäktig här av stridsvagnar och fotsoldater och marscherade 1600 kilometer mot Kadesh. Egypterna hoppades på att erövra Kadesh och sedan fortsätta erövringen norrut in i Syrien. Samtidigt förberedde sig Hettitier-riket på att marschera söderut och erövra Amurru som tidigare erövrats av Egypterna. Kadesh förberedde sig för den kommande belägringen genom att avdela en del av Orontesfloden till att flöda runt Kadesh och därmed gjorde de staden till en ö. 
1273 f.kr möttes arméerna strax söder om Kadesh. Hettitiska spioner övertygade Egypterna om att den Hettitiska armén var längre bort än vad den egentligen var och hettiterna lyckades därmed överrumpla Egypterna vars stridsvagnar dragit ifrån resten av armén och börjat slå läger. Egypternas räddning kom då de lyckades hålla ut nog länge så att resterande delar av armén kunde anlända till slagfältet. Hettiterna drevs på flykt men den Egyptiska armén jagade inte efter den och de avbröt sin invasion av Syrien. Efter slaget påstod sig båda sidor ha segrat i striden men mer sannolikt är att slaget slutade oavgjort utan att någon av arméerna lyckades uppfylla sina mål. Kadesh förblev i Hettiternas händer och Hettiterna lyckades senare erövra staden Upi vid Damaskus. Amarru lämnades även den över till Hettiterna men utöver det var det stillestånd för båda rikena i Kanaan. Till slut skrevs ett fredsavtal mellan de båda rikena. Slaget om Kadesh kom att bli långt mer känd än staden i sig och anses vara det största stridsvagnsslaget i historien med mellan 5000 och 6000 stridsvagnar på vardera sida. 

### Kadesh slut
Kadesh kom under en kort period på slutet av 1200-talet f.kr att tillfalla Assyrierna som erövrade stora delar av Syrien och Kanaan från Hettiterna och Egypterna. Cirka 1178 f.kr invaderades staden av sjöfolken som under bronsålderskollapsen skulle komma att störta många av de gamla staterna vid medelhavets östkust. Staden Kadesh omnämns inte i skrifter efter att sjöfolken bränt ned den men det finns spår av att en hellenistisk bosättning uppförts på platsen. Platsen för Kadesh kom sedan att vara bebodd genom den bysantinska och muslimska eran och fortsätter att vara så än idag även om någon större stad aldrig återuppstått där. 